# 中田文
中田 文（なかた ぶん）は、日本の映画監督、アロマ研究家。

## 略歴・人物
兵庫県神戸市出身。慶應義塾大学文学部哲学科美学美術史学専攻卒業。
大学在学中の1981年、寺山修司主宰の演劇実験室天井桟敷による第29回公演『百年の孤独』の台本進行を務め、寺山より映画を撮るよう勧められる。
女優活動の後、元P-MODELの秋山勝彦と音楽ユニットELLE NADJA（エルナディア）を結成。パルコモダーンコレクションでのパフォーマンスでデビュー。この頃、散文「天使の不思議流行通信」をペヨトル工房「EOS」誌上で連載。ライブ数回、シングル1枚、カセットブック1冊という短い音楽活動の後、「ニューヨークのファッションブティック」のリサーチに関わる。その後、化粧品会社で香りの企画に従事し、2003年に参加したUPLINKのワークショップをきっかけに映画を撮り始める。
2005年、作家・中村うさぎについてのドキュメンタリー『UTAKATA』を公開。2008年、映画美学校にて、諏訪敦彦監督との実験的ドキュメンタリー『SESSION D』を発表。2010年、香港インディペンデント映画祭、2011年、ポルト国際映画祭にて、『UTAKATA』およびミュージシャン・サエキけんぞうに関する音楽ドキュメンタリー『SAEKINGDOM』が招待上映される。
2012年、女優・亜湖を追った『私は女優』が座・高円寺ドキュメンタリーフェスティバルで入賞するが、制作サイドの事情により辞退。
2013年、当時92歳のヴァイオリニスト・小島亮一を題材に『Fiddler』を撮影。
2015年、VIDEO ACT!の戦後70周年記念オムニバスに少年飛行兵だった父の3分間映像『AKATOMBO』で参加。
2017年、東京都美術館ギャラリーAで開催された「切断芸術運動というシミュレーション・アート展」にて、現代美術家・彦坂尚嘉の個展でのパーティー風景を捉えた短編映像『RE: REVOLUTION』を展示。
近年は、嗅覚アートの制作や展示のキュレーションも行っている。

## フィルモグラフィー

### 長編映画
- 『UTAKATA』（2005年）
- 『SAEKINGDOM』（2010年）

### 短編映画
- 『SESSION D』（2008年）
- 『AKATOMBO』（2015年）
- 『Re: REVOLUTION』（2017年）